# Phyllotini
Los ﬁlotinos (Phyllotini) constituyen una tribu de roedores de la subfamilia Sigmodontinae. Incluye unos 11 géneros, cuyas especies vivientes están distribuidas especialmente en las montañas andinas de todo el oeste de América del Sur así como en su mitad sur.

## Distribución geográfica y características generales
Los ﬁlotinos son roedores pequeños a medianos ampliamente distribuidos en todo el oeste de América del Sur, y en tierras bajas del centro-sur y sur subcontinental, con una mayoría de géneros asociados a ambientes de pastizales, desiertos y semidesiertos andinos, patagónicos y chaqueños. 
Este patrón geonémico presenta las excepciones de Calassomys Calomys y Graomys. No hay filotinos en la cuenca del Amazonas, no parece ser un hábitat adecuado.

## Taxonomía

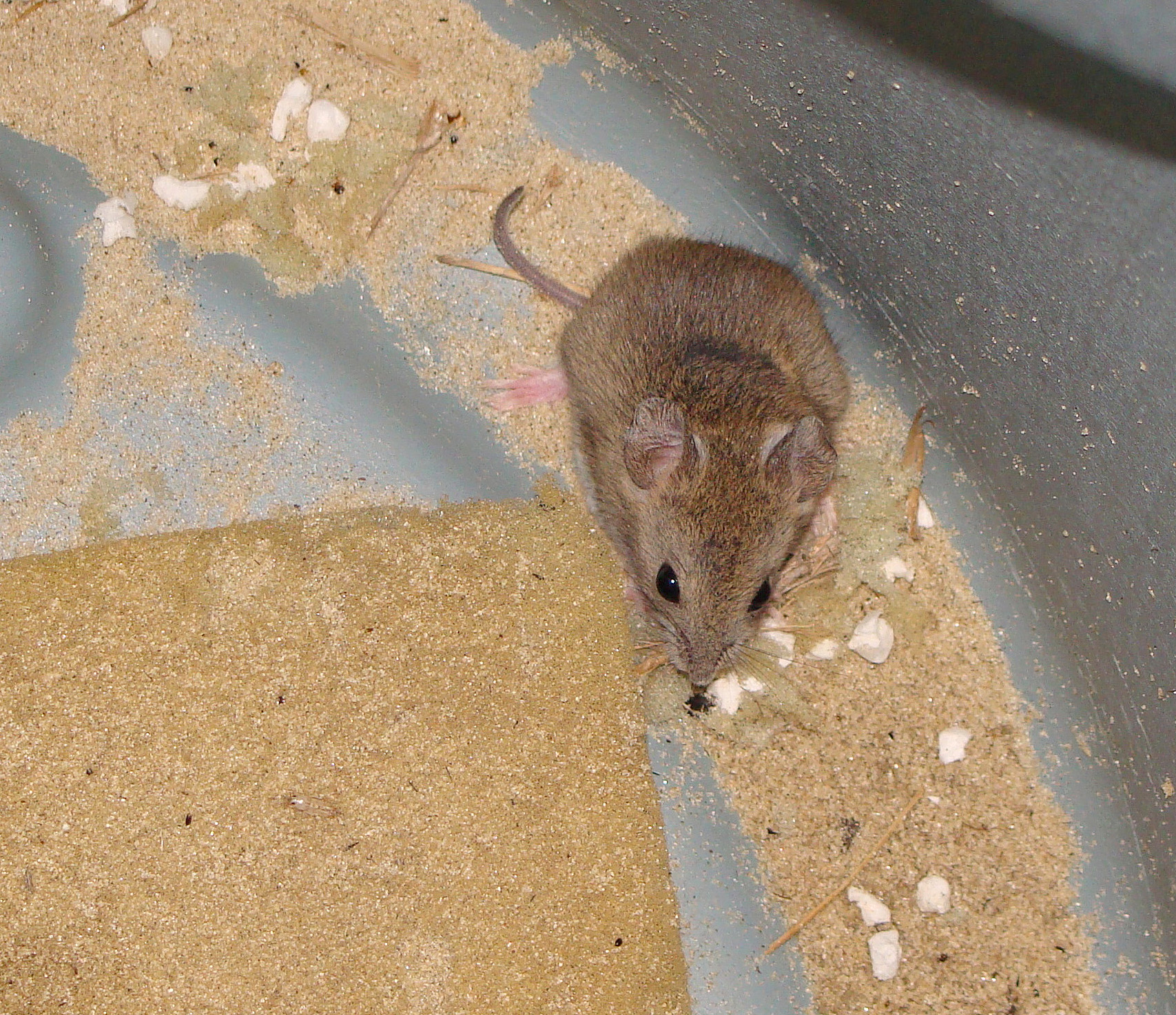
Calomys laucha.

Esta tribu fue descrita originalmente en el año 1959 por el zoólogo soviético Nikolaj Vorontzov. El género tipo es Phyllotis, descrito en 1837 por el naturalista inglés George Robert Waterhouse.

### Subdivisión
Esta tribu se compone de 11 géneros:
- Andalgalomys Williams & Mares, 1978
- Auliscomys Thomas, 1884
- Calassomys Pardiñas, Lessa, Teta, Salazar-Bravo & Câmara, 2014[1]
- Calomys Waterhouse, 1837
- Eligmodontia F. Cuvier, 1837
- Galenomys Thomas, 1916
- Graomys Thomas, 1916
- Loxodontomys Osgood, 1947
- Phyllotis Waterhouse, 1837
- Salinomys Braun & Mares, 1995
- Tapecomys Anderson & Yates, 2000

### Relaciones filogenéticas
La tribu Phyllotini fue diagnosticada formalmente en el año 1989 por N. Olds y S. Anderson; sin embargo, sus límites, y por tanto los géneros que contendría, han sido y son objeto de permanentes discusiones entre los mastozoólogos, lo que ha enrevesado su compleja historia taxonómica. Solo se logró alcanzar un cierto nivel de estabilidad luego de aplicarse a la misma herramientas moleculares, las que permitieron que varios géneros, mayormente de gran altitud (por ejemplo, Andinomys, Chinchillula, Neotomys, Euneomys, Irenomys, Reithrodon) tradicionalmente considerados filotinos fuesen removidos de la tribu, al encontrarse que no poseían una estrecha relación con los verdaderos miembros de Phyllotini, por lo que a muchos de ellos se los prefirió agruparlos en: Sigmodontinae incertae Sedis.

### Origen
Como el patrón de distribución geográfica general de los filotinos presenta la máxima diversidad de sus especies en los desiertos y semidesiertos de Sudamérica occidental y en la Puna, el altiplano andino fue propuesto como núcleo original (o parte del centro de origen apoyado en él) en el cual habría comenzado la primera diferenciación de la tribu.
En el año 2014 el descubrimiento de un nuevo género filotino en Minas Gerais el cual, sobre la base de estudios cromosómicos, resultó ser hermano de los restantes géneros de la tribu, no solo expandió hacia el nordeste la diversidad de la tribu, sino que también sugirió que en el Brasil oriental ocurrió un antiguo evento de diversiﬁcación de la misma.
A principios de la década de 1980 empezó un largo debate entre los especialistas sobre el verdadero origen de la tribu, ya que a la teoría de un nacimiento sudamericano J. A. Baskin le opuso otra distinta, que indicaba que los filotinos inicialmente se habrían desarrollado durante el Plioceno en América del Norte y que mucho tiempo después, al romperse el aislamiento al emerger el puente de tierra del istmo de Panamá, migraron hacia el sur, invadiendo gran parte de Sudamérica. La base para esta tesis fue la exhumación de varios géneros fósiles en el sur de Estados Unidos, especialmente † Bensonomys.
O. Reig fue uno de los que defendió un origen sudamericano para los Phyllotini; incluso, invocando diferencias morfológicas, dudó que  Bensonomys sea asignable a Phyllotini (y hasta tal vez a Sigmodontinae), a pesar de que a veces se había tratado a Bensonomys como un subgénero de Calomys. En 1995, al diagnosticar cladísticamente a Calomys, S. Steppan excluyó Bensonomys de ese género. Con todo, la asignación tribal (o subfamiliar) de Bensonomys continuó siendo inestable.
El debate sobre los orígenes de la tribu aún no se ha resuelto, entrando a la compulsa otros géneros, como † Antecalomys y el norteamericano † Symmetrodontomys, al cual se lo llegó a considerar acríticamente un género hermano de Calomys.